# 介詞
介詞、介系詞是語法中定義的一種詞彙，用來描述字詞之間的時間、空間或文法關係。可以區分為前置介詞（簡稱前置詞，preposition）、後置介詞（postposition）和框式介詞（circumposition）。

## 汉语介詞
介詞是虛詞的一種，本身沒有實在的意義，主要用在名詞、代詞前面，組成介詞結構，表示下列幾種意思︰
- 時間介詞，表示時間，例如：從、自、當、於等。
- 處所介詞，表示處所和方向，例如：在、於、從、向等。
- 施事介詞，表示施事者，例如：被、給、讓等。
- 受事介詞，表示受事者，例如：把、將、讓等。
- 工具介詞，表示方式，例如：用、以、拿、靠、依照等。
- 原因介詞，表示原因和目的，例如：由於、為了等。
- 對象介詞，表示對象和關係，例如：對於、關於、與、和等。
- 比事介詞，表示比較，例如：比。
- 表示排除，例如：除。

## 英語介系詞
英語中介系詞最常用的作用就是关联，它把名词（或相当于名词的成分）与其他词联系起来，以表示前后词语之间的关系。
介系词前面是與介系詞搭配的詞，可能是動詞、名詞或形容詞介词，其宾语一般放在後面。宾语的形式主要是名词，还有相当于名词的代词、数词、动名词及名词性从句等。例如
I'm looking forward to what you will say.
其中to是介系詞，前面的forward是與介系詞搭配的詞，後面的what you will say則為介系詞的宾语。

### 介系词的类型及介系词短語
介系词可分为两种类型：简单介词和复杂介词。
- 简单介系词：英语的大多数常用介系词，如at、in、for、of、on、from、by、between、after、before、near、under、since 等，都是简单介词，即由一个单词构成的介词。
- 复合介系词：由一个以上单词构成的介系词。复杂介系词可分为两个词序列和三个词序列。两个词序列的介系詞中，第一个词是副词、形容词或连词，第二个词为简单介词，例如 according to、along with、as for from... To等。三个词序列的介系詞數量最多：其中主要又可以分為 in+名词+of、in+名词+with、by+名词+of、on+名词+of等四類。

介系词与其后的宾语一起构成介系词短语，有以下几种功能：
- 名词短语中的后置修饰语。
- 状语。
- 补足成分。補充前面動詞或形容詞的內容，此時介系词和前面的動词或形容詞关系比較紧密，不同動词或形容詞後面可以接的介系词也會不同。

### 介系词和其他詞性的差異
介系词和连接词都具有关联或连接功能。如after, as, before, since, until等詞，即可以既可作介系词又可作连接词用，不過介系词引导的是名词性或名词化的宾语，而连接词引导的是一个从属分句。例如
1. the day before she arrived
2. the day before her arrival

第一句的before是連接詞，後面接一分句，而第二句的before是介系詞，後面接一名詞賓語。
介系词常在形式上与副词一致，在词义上与副词相近的词类。例如
1. She looked up the hill.
2. She looked up the word.
3. She walked across the street.

第一句中的up和第三句中的across都是带宾语的介词（up the hill, across the street）。然而，第二句中的up是副词，因为在短语动词look up中up具有位置的可移动性。

### 常用的英文介系词
英文介系詞中最常用的是of，可以表達從屬關係，數量等。其他的介系詞可分為以下幾類，不過有些介系詞會在不同的分類中重覆出現，如at可以表示日期時間，也可以表示位置。
- 表示时间日期的介系词：at, in, on, during, for……等。
- 表示空间位置的介系词：at, in, on, over, above, below, before, after……等。
- 表示動作方式、媒介的介系词：by, with, through……等。
- 表示例外的介系词：except, save, bar, but……等。